# Neosparassus calligaster
Neosparassus calligaster är en spindelart som först beskrevs av Tord Tamerlan Teodor Thorell 1870.  Neosparassus calligaster ingår i släktet Neosparassus och familjen jättekrabbspindlar. Inga underarter finns listade i Catalogue of Life.